# Dolní Litvínov
Dolní Litvínov (deutsch Nieder Leutensdorf auch Niederleutensdorf) ist ein Ortsteil von Litvínov in Tschechien.

## Geographie
Dolní Litvínov liegt anderthalb Kilometer südlich von Horní Litvínov und wurde Ende der 1950er Jahre fast vollständig devastiert. Die Ortslage erstreckte sich entlang des Baches Bílý potok (Weißbach, früher Goldfluß) im Nordböhmischen Becken. Östlich erhebt sich der Wieseberg (313 m).
Nachbarorte waren Horní Litvínov im Norden, Lom im Nordosten, Louka u Litvínova im Osten, Libkovice, Mariánské Radčice, Konobrže und Lipětín im Südosten, Souš im Süden, Záluží im Südwesten, Horní Jiřetín im Westen sowie Hamr und Chudeřín im Nordwesten.

## Geschichte

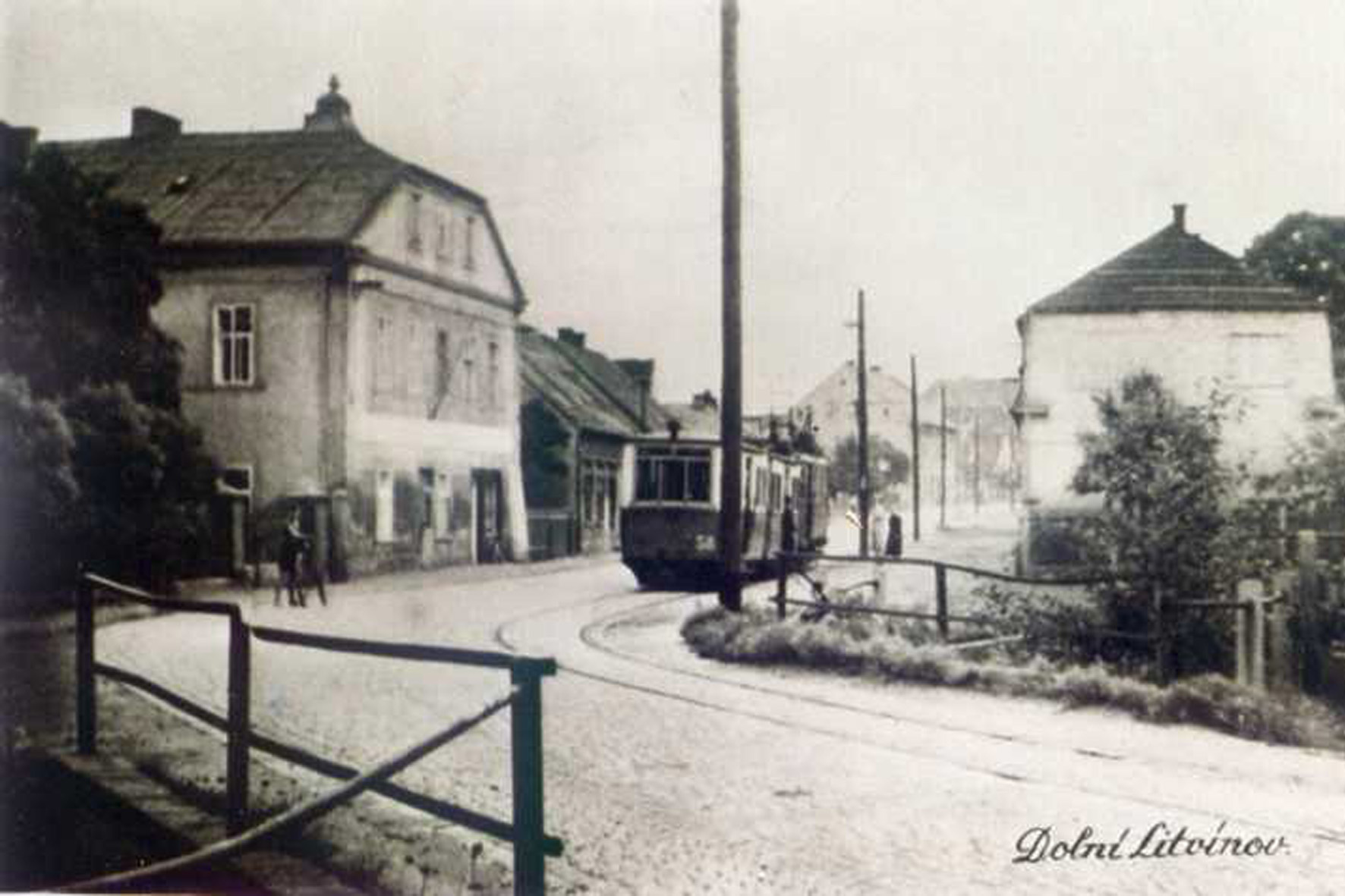
Straßenbahn in Dolní Litvínov (um 1950)

Die erste schriftliche Erwähnung des zur Riesenburg gehörigen Lehngutes Niderleutmansdorf erfolgte 1398 als Besitz von Peter und Hans Groß. Im selben Jahr verkauften die Brüder Borso d. Ä. und Borso d. J. von Riesenburg die Herrschaft Riesenburg an den Markgrafen Wilhelm I. von Meißen. Im Vertrag von Eger von 1459, durch den die Herrschaft Riesenburg wieder Teil des Königreiches Böhmen wurde, sind sowohl Nedir Leutnnansdorf als auch Leutmannsdorf aufgeführt. Beide Lehngüter wurden danach durch König Georg von Podiebrad an nicht namentlich überlieferte Personen ausgereicht.
Ab 1515 gehörte das Gut den Rittern Schön von Schönau (Šén ze Šénu); mit dem Tod von Christoph Schön von Schönau erlosch das Geschlecht 1572. Im Jahre 1580 wurde Nikolaus Hieserle von Chodow (Mikuláš Hýzrle z Chodů) als Besitzer erwähnt. Kurz darauf erwarben die Herren von Lobkowicz das Gut und vereinigten es mit Niedergeorgenthal. 1608 schlugen sie beide Güter zusammen mit Oberleutensdorf der Herrschaft Dux zu. 1618 soll sich im Ort auch eine Feste befunden haben. Im Jahre 1642 erbten die Grafen von Waldstein die Herrschaft. 1680 erhob Johann Friedrich von Waldstein die Herrschaften Dux und Oberleutensdorf zum Familienfideikommiss. In der ersten Hälfte des 18. Jahrhunderts lebten in dem landwirtschaftlich geprägten Ort 21 Bauern, zwei Schuhmacher, ein Zimmermann und ein Schneider. Nieder-Leitensdorf bestand im Jahre 1787 aus 47 Häusern. Im Tschechischen wurde das Dorf im Laufe der Zeit als Doleynij Litwinov, Doleyssi litwinow bzw. Dolnij Litwinow bezeichnet.
Im Jahre 1831 bestand Nieder-Leitensdorf aus 52 Häusern mit 248 deutschsprachigen Einwohnern, darunter 19 Gewerbetreibenden. Im Ort gab es einen obrigkeitlichen Meierhof, eine Schäferei, ein Jagdzeughaus, eine Pottaschensiederei, ein Forsthaus, zwei Mahlmühlen und eine Papiermühle. Pfarrort war Ober-Leitensdorf. Bis zur Mitte des 19. Jahrhunderts blieb Nieder-Leitensdorf der Fideikommissherrschaft Dux mit Ober-Leitensdorf untertänig.
Nach der Aufhebung der Patrimonialherrschaften bildete Nieder-Leutensdorf ab 1850 mit den Ortsteilen Lindau und Maltheyr eine Gemeinde im Leitmeritzer Kreis und Gerichtsbezirk Brüx. Maltheyr wurde 1862 eigenständig. Ab 1868 gehörte die Gemeinde zum Bezirk Brüx. 1876 wurde der Verkehr auf der Bahnstrecke Brüx–Ossegg aufgenommen. Infolge der Industrialisierung und des zunehmenden Braunkohlebergbaus setzte in der zweiten Hälfte des 19. Jahrhunderts in der Region ein starker Anstieg der Bevölkerung ein; ein Großteil der zugezogenen Arbeiter waren Tschechen. Viele Einwohner arbeiteten in den Textilfabriken in Oberleutensdorf oder in den Zechen Tegetthoff bei Maltheuern und Pluto bei Wiese. Im Jahr 1901 wurde der Straßenbahnverkehr zwischen Brüx und Johnsdorf aufgenommen. Ab 1905 gehörte die Gemeinde zum neugebildeten Gerichtsbezirk Oberleutensdorf. In Folge des Münchner Abkommens wurde die Gemeinde 1938 dem Deutschen Reich zugeschlagen und gehörte bis 1945 zum Landkreis Brüx. Infolge der Abwanderung vieler Tschechen war die Einwohnerzahl im Jahr 1939 auf 2177 zurückgegangen. Im Jahr 1941 wurde Niederleutensdorf mit Lindau nach Oberleutensdorf eingemeindet. Nach dem Ende des Zweiten Weltkriegs kam Dolní Litvínov zur Tschechoslowakei zurück, und die deutschböhmische Bevölkerung wurde vertrieben. Die Eingemeindung nach Horní Litvínov wurde Mitte 1945 wieder aufgehoben; bereits zwei Jahre später erfolgte die erneute Eingemeindung.
Nach der Umbenennung der Stadt Horní Litvínov in Litvínov erhielt der Ortsteil zunächst die Bezeichnung Litvínov II. Im Zuge des Kohleabbaus wurde Dolní Litvínov in den Jahren 1957 bis 1959 gemeinsam mit Lipětín und Růžodol größtenteils liquidiert.

## Entwicklung der Einwohnerzahl
| Jahr | Einwohnerzahl |
| ---- | ------------- |
| 1869 | 340           |
| 1880 | 347           |
| 1890 | 378           |
| 1900 | 1339          |
| 1910 | 1394          |

| Jahr | Einwohnerzahl |
| ---- | ------------- |
| 1921 | 1495          |
| 1930 | 1424          |
| 1950 | 1888          |
| 1961 | 0             |
| 1970 | 0             |

| Jahr | Einwohnerzahl |
| ---- | ------------- |
| 1980 | 0             |
| 1991 | 0             |
| 2001 | 9             |
| 2011 | 58            |